# Carlos Seabra
Carlos Tabosa Saragga Seabra (Lisboa, 7 de fevereiro de 1955) é um escritor, editor de publicações e produtor de conteúdos de multimídia e internet, consultor e coordenador de projetos de tecnologia educacional, palestrante, autor de artigos de educação e tecnologia, criador de jogos de entretenimento, softwares educacionais, sites e aplicativos culturais, educacionais e corporativos. É filho do designer de jogos e publicitário Mário Seabra e da multiartista Eugénia Tabosa. Mora em São Paulo desde 1969.

## Editorial e tecnologias da educação
Começou sua vida profissional como estagiário e assistente de arte na área editorial da IXAT Publicidade, em 1971. Entre 1973 e 1974, trabalhou na pesquisa iconográfica e no apoio à produção editorial de diversos fascículos da editora Lisa. Na editora ABZ, entre 1974 e 1978, atuou na coordenação editorial e produção de várias coleções de fascículos, na secretaria editorial da revista 365 - Seleção de literatura e informação, bem como em outras publicações da editora para os mercados português e africano de língua portuguesa. De 1978 a 1980, foi secretário editorial na divisão de fascículos da Abril Cultural, dentre os quais estava a coleção Todos os Jogos, da qual também gerenciou a pesquisa e testagem lúdica. Anos depois foi gerente editorial do fascículo Vida Íntima da mesma editora.[carece de fontes?]
Entre 1984 e 1992, trabalhou no SENAC-SP, primeiro como orientador técnico na unidade de Informática, e posteriormente como coordenador do Programa de Informática e Educação. Entre 1992 e 2007, foi sócio e diretor da Sight Educação e Comunicação, tendo desenvolvido websites, jogos online e de tabuleiro, treinamento e capacitação para clientes como Fundação Banco do Brasil e Museu da Pessoa. Paralelamente, através da empresa Oficina de Software, desenvolveu diversos produtos multimídia, como o CD-Rom da Folhinha, publicado pela Publifolha.  Foi coordenador do Centro de Inclusão Digital e Educação Comunitária da Escola do Futuro da Universidade de São Paulo de 2000 a 2003, e diretor de tecnologia e projetos do IPSO - Instituto de Pesquisas e Projetos Sociais e Tecnológicos de 2002 a 2009. Desde 2008, atua como sócio-diretor da Oficina Digital - Educação Cultural e Artística, através da qual desenvolveu projetos editoriais e tecnológicos para clientes como Instituto Claro, Instituto Paulo Freire, Itaú Cultural, entre outros. Foi coordenador técnico-pedagógico da Editora FTD entre 2012 e 2016, diretor de desenvolvimento na Zoom Education entre 2018 e 2019, e consultor de projetos do Instituto Crescer a partir de 2020.[carece de fontes?]

## Jogos
Após a publicação dos fascículos de Todos os Jogos em 1979, Seabra seguiu com a criação de jogos. Em 1980, foi o responsável pela criação do jogo de tabuleiro War II para a empresa de jogos Grow, junto com seu pai, Mário Seabra, e com Fernando Moraes Fonseca Jr., com quem viria a colaborar em vários outros jogos. Ainda para a Grow, fez a pesquisa e redação de perguntas dos jogos  Super Master (1983), Desafino vol. 1 (1988) e vol. 2 (1992), Imagem e Ação 2 (1999), e Master Imagem (2000). Para a Toyster, criou os jogos Castelo do Terror (1991), Gato e Rato (1991), Zero a 100 (1994) e Conhecendo o Mundo (1997). Para a Jak, criou jogos inspirados nos famosos personagens de quadrinhos Garfield (1992) e Snoopy e Woodstock (1992), além de Tropicaliente (1994), inspirado na novela de mesmo nome da TV Globo, e As Superpoderosas Contra-Atacam (2009), a partir das personagens da série de animação. Criou também, para a Game Office, os jogos Coma - Uma Guerra Biológica (1993), Pensando Melhor com Dr. Lair Ribeiro (1995) e Ayrton Senna - The King of Monaco (1997), cujo tabuleiro reproduz a pista do GP de Mônaco da Fórmula 1. Em 2010, criou, enquanto coordenador editorial da TV Cultura - Fundação Padre Anchieta, os jogos Corrida do Emprego e Jogo das Vagas (em coautoria com André Zatz, Fernando Fonseca Jr. e Sérgio Halaban), como parte de um projeto da Secretaria do Emprego e Relações de Trabalho de São Paulo. Em 2017, criou o jogo de estratégia e lógica Zener, com peças inspiradas pelas cartas de Zener, inventadas pelo psicólogo Joseph Banks Rhine em 1920. O jogo consiste em partidas rápidas com dois jogadores, que devem mexer suas peças a partir do movimento do oponente, pensando em estratégias de bloqueio, defesa e ataque. O jogo foi lançado em versão física pela Mitra em 2018, e também em versão online nas plataformas Board Game Arena e Tabletopia.

## Literatura
Seabra teve várias obras publicadas, em diversos gêneros. Em 2005, publicou Haicais e Que Tais, coletânea de haicais ilustrada por sua mãe, Eugénia Tabosa, editado por Massao Ohno. Em 2016, publicou Microcontos Cruéis, Surreais, Eróticos e Outros, no qual explora o formato do microconto, pequenas narrativas escritas com até 140 caracteres, sobre o qual veio a dar várias entrevistas e oficinas. Publicou, pela Cria Editora, o livro infantil Pequenas Histórias Sem Fim, em coautoria com José Santos e com ilustrações de Marcelo Alonso, no qual os autores propõem que os próprios leitores criem os finais das histórias. Publicou também, em 2019, O Livro dos Jogos das Crianças Indígenas e Africanas, pela Estrela Cultural, com ilustrações de William Yukio, obra que recebeu o selo de "Livro Altamente Recomendável" pela FNLIJ em 2020, no qual apresenta cinco jogos de origem indígena e africana. Participou das antologias de contos Expresso 600 (Andross, 2006), Contos de Algibeira (Casa Verde, 2007), Antologia de Contos da UBE (Global Editora, 2008) e Antologia de Microcontos (Edições Pitanga, 2008). Além disso, foi vice-presidente da União Brasileira de Escritores entre 2006 e 2008.

## Outras atividades culturais
Seabra esteve envolvido em várias outras atividades de militância cultural, especialmente relacionadas ao cineclubismo e às relações culturais Brasil-Portugal. Foi diretor de acervo e difusão do Conselho Nacional de Cineclubes, presidente da Federação Paulista de Cineclubes, e coordenador do Ponto de Cultura Vila Buarque em São Paulo. Colaborou editorialmente no jornal Portugal Democrático, criado em São Paulo por exilados portugueses contrários ao regime salazarista, participou da criação e foi diretor do Centro Cultural 25 de Abril, e também da Associação Cultural Agostinho Neto. Foi membro do Conselho Deliberativo da Aliança Francesa de São Paulo de 2010 a 2020. Foi um dos fundadores da Frente Cultural da Língua Portuguesa, criada por escritores e intelectuais por motivo da celebração do Dia Mundial da Língua Portuguesa em 2020, visando a realização de várias atividades culturais e literárias relacionadas à difusão de conteúdo no idioma. Colabora na organização da União de Escritores de Língua Portuguesa. É editor associado da REVEL, Revista da Rede Brasileira de Estudos Lúdicos.

### Participações em antologias
- A revolução tecnológica e os novos paradigmas da sociedade (Oficina de Livros, 1994). ISBN 9788585170578
- Expresso 600 (Andross Editora, 2006). ISBN 9788599267028
- História falada – memória, rede e mudança social (Edições Sesc e Museu da Pessoa, 2006). ISBN 8570604181
- Contos de algibeira (Casa Verde, 2007). ISBN 9788599063071
- Antologia de contos da UBE – com Anna Maria Martins, Audálio Dantas, Lygia Fagundes Telles, Bernardo Ajzenberg, Domício Coutinho, Fábio Lucas, Levi Bucalem Ferrari, Jeanette Rozsas, Rodolfo Konder, Suzana Montoro, José Roberto Melhem, Dirce Lorimier, Betty Vidigal, Caio Porfírio Carneiro e Nilza Amaral. (Global Editora, 2008). ISBN 9788526013391
- Antologia de micro-contos (Edições Pitanga, 2008).
- TOC104, poesia no Twitter (Carpe Diem, 2010)[41]. ISBN 9788562648137
- Comunicación móvil y desarrollo económico y social en América Latina - coord. Manuel Castells, Mireia Fernández-Ardèvol e Hernán Galperin, com Francis Pisani e François Bar (Fundación Telefónica y Editorial Ariel, 2011). ISBN 9788408099697
- Propriedade intelectual e direito à informação - com Ladislau Dowbor, Hélio Silva, Laymert Garcia dos Santos, Francisco Antunes Caminati, André de Mello Souza, Leonardo Trevisane, Alan César Belo Angeluci, Daniel Gatti e Diogo Cortiz (EDUC, 2014). ISBN 9788528304619
- O futuro alcançou a escola? - com José Moran, Fernando Moraes Fonseca Jr., José Motta, Priscila Pereira Boy, Michel Metzger, Cristiana Mattos Assumpção e Vinícius Signorelli (Editora do Brasil e Zoom Education, 2019). ISBN 9788510071550
- Propostas novas para novos mundos – New proposals for new worlds (Aquarela Brasileira Livros, 2021). ISBN 9786586867053

## Ludografia
- War II (Grow, 1981), coautoria com Fernando Fonseca Jr. e Mário Seabra
- Castelo do terror (Toyster, 1991), coautoria Fernando Fonseca Jr.
- Gato & rato (Toyster, 1991), coautoria Fernando Fonseca Jr.
- Garfield (Jak, 1992), coautoria Fernando Fonseca Jr.
- Snoopy & Woodstock (Jak, 1992), coautoria Fernando Fonseca Jr.
- Coma, uma guerra biológica (Game Office,1993), coautoria Fernando Fonseca Jr.
- Tropicaliente (Jak, 1994), coautoria com Mário Seabra
- Zero a 100 (Toyster, 1994), coautoria Fernando Fonseca Jr.
- Andar (Sesc, 1995), coautoria com Mário Seabra
- Pensando melhor com Dr. Lair Ribeiro (Game Office, 1995), coautoria Fernando Fonseca Jr.
- Ayrton Senna, the King of Monaco (Game Office, 1997), coautoria Fernando Fonseca Jr.
- Conhecendo o mundo (Toyster, 1997), coautoria Fernando Fonseca Jr.
- As Superpoderosas contra-atacam (Jak, 2009), coautoria Fernando Fonseca Jr.
- Time do emprego (TV Cultura, 2010), coautoria: André Zatz, Fernando Fonseca Jr., Sérgio Halaban
- Zener (Mitra, 2018)
- Jogo da biodiversidade (Instituto EDP, 2020)